# Blasonament
El blasonament és el fet de blasonar –és a dir, disposar, descriure i interpretar– els escuts d'una família, una ciutat, etc., segons les regles i la terminologia pròpies de la ciència heràldica o del blasó. Aquesta descripció es du a terme segons un ordre molt rigorós i indica els diversos elements de què està conformat l'escut; de fet, és la part que es manté invariable i s'hereta, no pas la imatge en si, que pot variar en funció de l'artista.
Hi ha dues maneres diferents de blasonar: 
- El blasonament a l'alemanya –propi de la tradició heràldica dels alemanys i els castellans–, que consisteix a esmentar primer les peces i els mobles i acabar pel camper.
- El blasonament a la francesa –propi dels francesos, anglesos, italians i catalans–, que comença pel camper i continua per les peces i els mobles, el seu nombre i situació i els seus esmalts. Aquest sistema és el més estès actualment, fins i tot als països que tradicionalment ho feien de manera diferent.

## Exemple de blasonament
Per posar-ne un exemple especialment complex, vet aquí el blasonament del municipi d'Alt Àneu, al Pallars Sobirà:
- Escut caironat quarterat: 1r de gules, un castell obert d'or acompanyat de 3 palles d'or posades en banda a cada costat; 2n d'argent, un agnus Dei ajagut reguardant de porpra nimbat d'or portant una banderola de gules carregada d'una creu plena d'argent i amb l'asta creuada d'or; al 3r, d'argent, un isard arrestat contornat de sinople; i al 4t, una creu patent tripartida d'or. Per timbre una corona mural de poble.

Vegeu: Escut d'Alt Àneu.